# Leptoperilissus persicus
Leptoperilissus persicus är en stekelart som beskrevs av Horstmann 1993. Leptoperilissus persicus ingår i släktet Leptoperilissus och familjen brokparasitsteklar. Inga underarter finns listade i Catalogue of Life.